# Músculo tíreo-hióideo
O músculo tiro-hioideu é um músculo do pescoço, mais concretamente, do plano muscular médio da região anterior do pescoço, pertencendo ao grupo dos músculos infra-hioideus. É um músculo achatado em sentido anteroposterior, de formato aproximadamente quadrilátero - pelo que recebe a classificação de curto -, que continua superiormente o músculo esterno-cleido-tiroideu.

## Descrição
O músculo tireo-hioideo insere-se, em baixo, por fibras tendinosas nos tubérculos tiroideus e na faixa ligamentosa que os une, imediatamente acima da inserção do músculo esterno-tiroideu. Daqui, as fibras musculares dirigem-se na vertical e em relação de paralelismo entre si, para se inserirem, por fibras tendinosas muito curtas, no terço externo do bordo inferior e face posterior do corpo do osso hióide e na metade interna da face inferior do grande corno do mesmo osso.

## Relações Anatómicas
A face anterior ou superficial do músculo tiro-hiodeu corresponde aos músculos esterno-tiroideu e omo-hioideu que lhe ficam anteriores, cobrindo-o, e do qual se encontram separados por um folheto da aponevrose cervical média.
A face posterior ou profunda repousa sobre a cartilagem tiroideia, da qual se encontra separada pela membrana visceral cervical, por um folheto da aponevrose cervical média e pelos vasos e nervos laríngeos superiores. Entre o músculo e a aponevrose encontra-se uma bolsa serosa denominada bolsa de Boyer, destinada a atenuar o atrito entre as fibras musculares e a cartilagem subjacente.

## Vascularização
O músculo tiro-hioideu encontra-se irrigado por arteríolas provenientes dos ramos tiroideu e lingual da artéria tireoídea superior.

## Inervação
Este músculo encontra-se inervado por um ramo  de C1, acreditava-se antigamente que seria do nervo hipogloso maior (XII), contudo foi descoberto que somente a bainha que C1 e par XII compartilham e não suas fibras.

## Acção
Actua conjuntamente com os demais músculos infra-hioideus como um abaixador do músculo hióide. No caso de este se encontrar fixo pelos músculos supra-hioideus, que funcionam como elevadores deste osso, o músculo tiro-hioideu funciona como elevador da laringe.

## Variações Anatómicas

### Músculo esterno-hioideu profundo
A faixa ligamentosa que une os tuberculos tiroideus e na qual se inserem os músculos tiro-hioideu e esterno-tiroideu, parece apresentar-se como uma estrutura análoga aos tendões intermediários do músculo grande recto do abdómen. Nesta perspectiva, os músculos esterno-tiroideu e tiro-hioideu são na realidade o mesmo e um só músculo, o esterno-hioideu profundo, que se encontraria interrompido na zona da cartilagem tiroideia por um tendão intermediário de inserção. A apoiar esta teoria surge o facto de algumas fibras de um músculo são contínuas com as do outro.

### Músculo elevador do corpo tiroideu
Descrito por Sœmmering, é um feixe anómalo, rudimentar e atrofiado que, nascendo das inserções do tiro-hiodeu no osso hioide, se separe dos feixes principais deste para se dirigir a um qualquer outro ponto do corpo tiroideu. Não aparenta ter qualquer função.

## Imagens adicionais

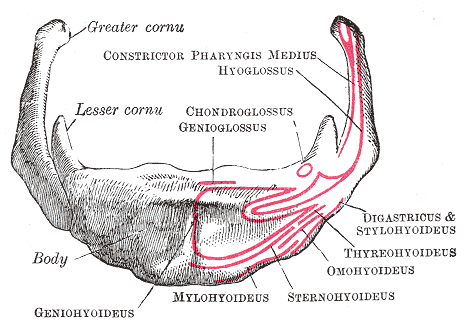
Osso hioide. Superfície anterior.
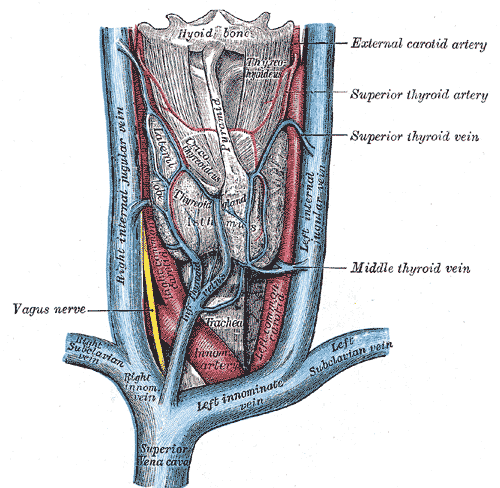
As veias da glândula tiroide.
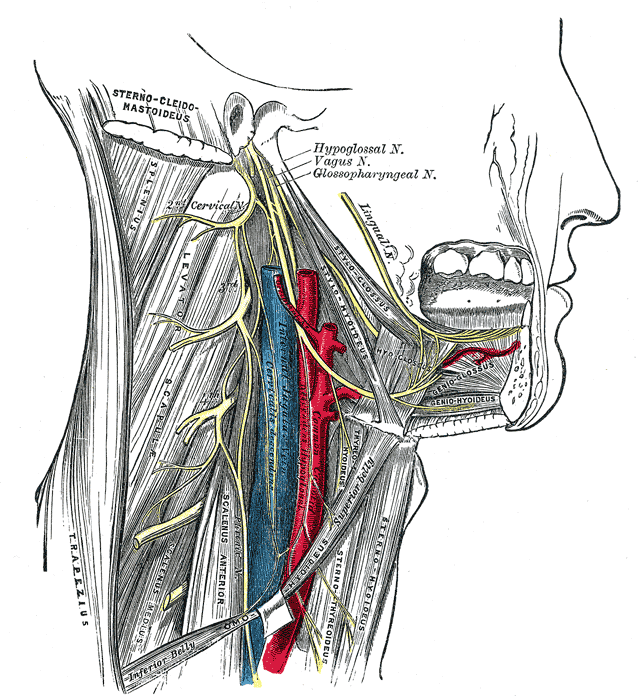
Nervo hipoglosso, plexo cervical e seus ramos.
Plexo braquial direito com seus ramos, visto de frente.
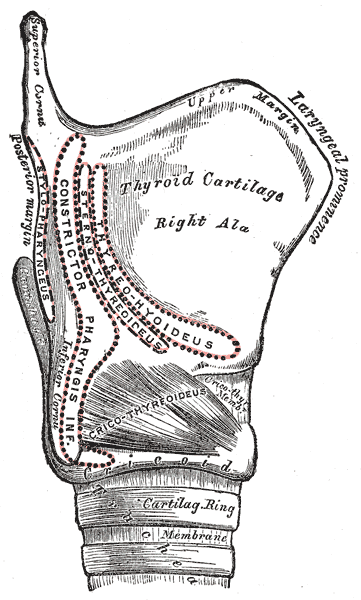
Vista lateral da laringe, mostrando suas inserções musculares.